# Bandiera di San Pietroburgo
La bandiera di San Pietroburgo è la bandiera dell'omonima città, introdotta il 6 settembre 1991. Si presenta come una tela rossa di dimensioni 2:3 con al centro lo stemma cittadino, costituito da un'ancora ammiragliato e un grappino (più per i fiumi), incrociate con uno scettro. L'ammiragliato e il grappino stanno ad indicare che la città ha porti sia marittimi che fluviali e lo scettro richiama il ruolo avuto dalla città come capitale dell'Impero russo.